# Visakhapatnam Rural
Visakhapatnam (rural) là một trong 46 mandal thuộc huyện Visakhapatnam, bang Andhra Pradesh. Nó năm bên bờ Vịnh Bengal và tiếp giáp với các mandal Bheemunipatnam, Anandapuram và Seethammadhara.